# Martí Genís i Aguilar
Martí Genís i Aguilar (Vic, Osona, 21 de juny de 1847 - Vic, 10 de desembre de 1932) fou un escriptor i farmacèutic.

## Biografia
Nascut en el si d'una família benestant, estudià batxillerat al Seminari de Vic, on coincidí i feu amistat amb Jaume Collell, Josep Serra i Jacint Verdaguer. Als divuit anys es traslladà a Barcelona per estudiar farmàcia, seguint la tradició familiar. A Barcelona, va compaginar els estudis i les pràctiques de farmacèutic amb la publicació dels primers articles i poemes en revistes literàries de Vic. Es doctorà en farmàcia l'any 1874 i passà a residir a Vic, on exercí la seva professió i fou professor d'història natural i fisiologia a l'institut.
Participà en la fundació de l'Esbart de Vic l'any 1867 i col·laborà en les activitats del Círcol Literari d'aquesta ciutat. També va escriure a revistes com La Renaixença, La Ilustració Catalana, La Veu de Catalunya, La Veu del Montserrat i la Gazeta Vigatana.
Concorregué assíduament als Jocs Florals de Barcelona, on obtingué diversos premis. També en fou mantenidor el 1890 i el 1903, i president el 1921.

## Obra
La seva obra poètica, emmarcada tota dins un romanticisme moderat, fou recollida només en part en diversos volums. Les seves novel·les, de caràcter costumista romàntic i d'intenció moralitzadora, tingueren una gran popularitat a la fi del segle xix.

### Poesia
- La garba muntanyesa (1879), antologia
- L'Exit d'Israel (1898). Vich, Estampa de Ramon Anglada y Pujals
- Poesies (1916), recull
- Guspires de ma llar (1919), recull
- Estampes de l'Esbart (1933), vivències

### Narrativa
- Julita (1874)
- Sota un tarot (1876, reedició el 1930)
- La Mercè de Bellamata (1878,1906, 1969)
- Quadros del cor (1881)
- Novel·les (1882)
- Passavents (1887)
- L'espalmada (1890)
- La reineta del Cadí (1892)
- Novel·les vigatanes (1904)
- Narracions casolanes (3 vol., 1907; 1911; 1922)
- L'Espalmada; Estiuejant (1914)
- Records i contes (1925)

### Obres presentades als Jocs Florals de Barcelona[2]
- Lo criat major (1878), Premi de la Flor Natural
- La Mercè de Bellamata (1878), Premi extraordinari de prosa
- Passavents (1887), Premi extraordinari de prosa
- Penediment (1892), Premi de la Viola d'or i d'argent
- Confessió (1930)
- El primer idil·li (1930 i 1931)
- Tornant (1931)
- El Monjo mort (1931)
- A Déu omnipotent (1931)
- Derrera confessió (1931)
- Les dues donselles (1931)